# Zachary Yuen
Zachary Yuen (né le 3 mars 1993 à Vancouver, dans la province de la Colombie-Britannique au Canada) est un joueur de hockey sur glace. Il évolue au poste de défenseur. Il est le premier défenseur d'origine chinoise à être sélectionné lors d'un repêchage d'entrée de la Ligue nationale de hockey (LNH).

## Biographie

### Carrière junior
Lors de la saison 2008-2009, alors qu'il évolue pour les Canadians du Grand Vancouver dans une ligue junior de la Colombie-Britannique, il obtient un essai de quatre matchs avec les Americans de Tri-City dans la Ligue de hockey de l'Ouest. Ces derniers l'ont sélectionné en 22e position lors du repêchage Bantam de la LHOu se déroulant le 1er mai 2008. Lorsque la saison des Canadians s'achève, il rejoint à nouveau les Americans et dispute sept rencontres à l'occasion des séries éliminatoires.
Dès la saison suivante, il intègre l'effectif des Americans avec qui il dispute quatre saisons, pour un total de trois-cent-quatorze matchs disputés dont cinquante-neuf de séries éliminatoires. Sa meilleure saison dans la LHOu est celle de 2011-2012, où il participe au match des étoiles, partagent le Trophée plus-moins avec Mark Stone et Brendan Shinnimin et dispute la finale de la Coupe Ed Chynoweth face aux Oil Kings d'Edmonton.
Le 25 juin 2011, il est sélectionné par les Jets de Winnipeg en 119e position, lors du 4e tour du repêchage d'entrée dans la LNH.

### Carrière professionnelle
N'ayant pas réussi à s'entendre avec les Jets pour un contrat d'entrée, Zachary est à nouveau éligible au repêchage de la LNH en 2013, mais aucune équipe ne le sélectionne. Il est invité au camp de pré-saison des espoirs des Maple Leafs de Toronto et impressionne suffisamment la direction pour obtenir un contrat avec leur club-école, les Marlies de Toronto. Il dispute trois rencontres avec les Marlies, mais est rapidement cédé en ECHL aux Solar Bears d'Orlando.
La saison suivante, les Marlies l'assigne à l'équipe des Nailers de Wheeling en ECHL. Ces derniers échangent ses droits en janvier 2015 avec les Gladiators de Gwinnett.
Les Maple Leafs ayant d'autres espoirs en vue, ils ne lui octroient plus de contrat pour la saison 2015-2016. Il s'entend avec les Gladiators et débute avec eux la saison d'ECHL avant d'être échangé aux Steelheads de l'Idaho en décembre 2015.
Lors de la saison 2016-2017, il saisit l'occasion d'intégrer la première équipe chinoise évoluant dans la Ligue continentale de hockey, le HC Red Star Kunlun. Le 27 octobre 2016, il devient le premier joueur chinois a marqué en KHL pour les Red Star.

### Vie privée
Zachary est né à Vancouver de parents ayant immigré, son père est originaire de Hong-Kong et sa mère de Guangdong en Chine. Il a reçu une éducation traditionnelle chinoise, maîtrise le cantonnais et comprend le mandarin. Enfant, il pratique le patinage artistique, avant de s'orienter vers le hockey sur glace.

## Statistiques
| Saison     | Équipe                 | Ligue      |     | Saison régulière | Saison régulière | Saison régulière | Saison régulière | Saison régulière |   | Séries éliminatoires | Séries éliminatoires | Séries éliminatoires | Séries éliminatoires | Séries éliminatoires |
| Saison     | Équipe                 | Ligue      | PJ  | B                | A                | Pts              | Pun              | PJ               | B | A                    | Pts                  | Pun                  |                      |                      |
| 2008-2009  | Americans de Tri-City  | LHOu       | 4   | 0                | 0                | 0                | 0                | 7                | 1 | 0                    | 1                    | 2                    |                      |                      |
| 2009-2010  | Americans de Tri-City  | LHOu       | 42  | 1                | 3                | 4                | 19               | 22               | 1 | 1                    | 2                    | 12                   |                      |                      |
| 2010-2011  | Americans de Tri-City  | LHOu       | 72  | 8                | 24               | 32               | 65               | 10               | 0 | 3                    | 3                    | 12                   |                      |                      |
| 2011-2012  | Americans de Tri-City  | LHOu       | 66  | 12               | 26               | 38               | 46               | 15               | 1 | 4                    | 5                    | 18                   |                      |                      |
| 2012-2013  | Americans de Tri-City  | LHOu       | 71  | 9                | 35               | 44               | 58               | 5                | 0 | 1                    | 1                    | 10                   |                      |                      |
| 2013-2014  | Marlies de Toronto     | LAH        | 3   | 0                | 0                | 0                | 4                |                  |   |                      |                      |                      |                      |                      |
| 2013-2014  | Solar Bears d'Orlando  | ECHL       | 48  | 1                | 11               | 12               | 30               |                  |   |                      |                      |                      |                      |                      |
| 2014-2015  | Nailers de Wheeling    | ECHL       | 27  | 3                | 4                | 7                | 16               |                  |   |                      |                      |                      |                      |                      |
| 2014-2015  | Gladiators de Gwinnett | ECHL       | 35  | 6                | 10               | 16               | 38               |                  |   |                      |                      |                      |                      |                      |
| 2015-2016  | Gladiators d'Atlanta   | ECHL       | 17  | 1                | 7                | 8                | 10               |                  |   |                      |                      |                      |                      |                      |
| 2015-2016  | Steelheads de l'Idaho  | ECHL       | 51  | 3                | 17               | 20               | 48               | 7                | 0 | 1                    | 1                    | 6                    |                      |                      |
| 2016-2017  | HC Red Star Kunlun     | KHL        | 60  | 3                | 8                | 11               | 42               | 5                | 1 | 0                    | 1                    | 4                    |                      |                      |
| 2017-2018  | HC Red Star Kunlun     | KHL        | 21  | 2                | 1                | 3                | 18               |                  |   |                      |                      |                      |                      |                      |
| 2017-2018  | KRS-BSU Beijing        | VHL        | 8   | 0                | 0                | 0                | 4                |                  |   |                      |                      |                      |                      |                      |
| 2018-2019  | HC Red Star Kunlun     | KHL        | 35  | 1                | 1                | 2                | 41               |                  |   |                      |                      |                      |                      |                      |
| 2019-2020  | KRS-BSU Beijing        | VHL        | 13  | 0                | 4                | 4                | 8                |                  |   |                      |                      |                      |                      |                      |
| 2021-2022  | HC Red Star Kunlun     | KHL        | 29  | 0                | 2                | 2                | 18               |                  |   |                      |                      |                      |                      |                      |
| Totaux KHL | Totaux KHL             | Totaux KHL | 116 | 6                | 10               | 16               | 101              | 5                | 1 | 0                    | 1                    | 4                    |                      |                      |

## Transactions
- Le 30 septembre 2013, il signe un contrat avec les Marlies de Toronto[6].
- Le 11 octobre 2013, les Marlies le rétrograde en ECHL avec les Solar Bears d'Orlando[9].
- Le 11 octobre 2014, les Marlies n'ayant toujours pas de place pour lui dans leur contingent, le rétrograde en ECHL avec les Nailers de Wheeling[10].
- Le 24 janvier 2015, les Nailers l'échange aux Gladiators de Gwinnett, en retour de Tristin Llewellyn[11].
- Le 29 septembre 2015, les Gladiators lui accorde un contrat pour la nouvelle saison[12].
- Le 1er décembre 2015, les Gladiators l'échange aux Steelheads de l'Idaho, en retour de Cole Martin[13].
- Le 18 juillet 2016, il s'engage avec la nouvelle franchise chinoise de la Ligue continentale de hockey, les HC Red Star Kunlun[14].
- Le 15 mai 2018, il signe une prolongation d'une durée d'un an avec les Red Star HC Red Star Kunlun[15].
- Le 15 juillet 2019, il prolonge à nouveau avec les Red Star[16].
- Le 21 juillet 2021, il signe un nouveau contrat avec les Red Star[17].

## Trophées et honneurs personnels
LHOu
- 2011-2012 : récipiendaire du Trophée plus-moins.
- 2011-2012 : participation au match des étoiles de la ligue.